# Day 'n' Nite
Pour les articles homonymes, voir Day and Night.
Singles de Kid Cudi
Welcome to the World
(2009)
Day'n'Night (« Jour et nuit » en français) est une chanson du rappeur Kid Cudi. C'est le premier single extrait son 1er album studio Man on the Moon: The End of Day sorti en septembre 2009. Cependant, ce titre était déjà apparu sur Internet en décembre 2007, avant d'être officiellement commercialisé en single en février 2008, et atteint 2 millions de téléchargements aux États-Unis
Ce titre a été remixé par Pitbull, Jim Jones, Collie Buddz, Jermaine Dupri, Trey Songz, Styles P., Young Dro, Aidonia, K'naan, Chamillionaire, Nessbeal, Sniper et d'autres.

## Version remixée par Crookers
En juin 2008, la chanson est remixée par les DJs italiens Crookers. Day'N'Night est un tube mondial, le titre a atteint la 5e place des ventes, dans le monde, la version électro surpassant le succès de la version originale en Europe et permet à Kid Cudi de se faire connaitre dans le monde entier.
Le remix obtient le prix de la meilleure chanson dans la catégorie « Meilleure chanson en indépendant de Dance / Nu Disco » aux Beatport Music Awards 2009.

## Distinctions

### BET Hip Hop Awards
| Année | Chanson      | Récompense                               | Résultat   |
| ----- | ------------ | ---------------------------------------- | ---------- |
| 2009  | Day 'n' Nite | BET Hip Hop Award for Track of the Year  | Nomination |
| 2009  | Day 'n' Nite | BET Hip Hop Award for Best Hip Hop Video | Nomination |

### Beatport Music Awards
| Année | Chanson                       | Récompense                                                  | Résultat |
| ----- | ----------------------------- | ----------------------------------------------------------- | -------- |
| 2009  | Day 'n' Nite (Crookers Remix) | Beatport Music Awards for Best Indie Dance / Nu Disco track | Lauréat  |

### MTV Video Music Awards
| Année | Chanson        | Récompense                                | Résultat   |
| ----- | -------------- | ----------------------------------------- | ---------- |
| 2009  | "Day 'n' Nite" | MTV Video Music Award for Best New Artist | Nomination |

### Grammy Awards
| Année | Chanson        | Récompense                                      | Résultat   |
| ----- | -------------- | ----------------------------------------------- | ---------- |
| 2010  | "Day 'n' Nite" | Grammy Award for Best Rap Solo Performance 2010 | Nomination |
| 2010  | "Day 'n' Nite" | Grammy Award for Best Rap Song 2010             | Nomination |

## Formats and track listings
U.S.
| No | Titre                                             | Durée |
| -- | ------------------------------------------------- | ----- |
| 1. | Day 'n' Nite (original, mixed by Dot Da Genius)   | 3:42  |
| 2. | Day 'n' Nite (instrumental)                       | 3:43  |
| 3. | Day 'n' Nite (Jokers of the Scene extended remix) | 7:21  |
| 4. | Dat New "New"                                     | 4:14  |
| 5. | Dat New "New" (clean)                             | 4:14  |
| 6. | Dat New "New" (instrumental)                      | 3:49  |

UK CD 1
| No | Titre                            | Durée |
| -- | -------------------------------- | ----- |
| 1. | Day 'n' Nite (radio edit)        | 2:43  |
| 2. | Day 'n' Nite (Mobin Master edit) | 3:10  |

UK CD 2
| No | Titre                                | Durée |
| -- | ------------------------------------ | ----- |
| 1. | Day 'n' Nite (radio edit)            | 2:43  |
| 2. | Day 'n' Nite (club mix)              | 4:41  |
| 3. | Day 'n' Nite (Mobin Master remix)    | 7:18  |
| 4. | Day 'n' Nite (Bimbo Jones vocal mix) | 8:11  |
| 5. | Day 'n' Nite (D.O.N.S. remix)        | 7:32  |
| 6. | Day 'n' Nite (Agent X remix)         | 5:11  |
| 7. | Day 'n' Nite (TC remix)              | 4:06  |
| 8. | Day 'n' Nite (video CD-ROM)          | 3:05  |

UK 12" vinyl
| No | Titre                                | Durée |
| -- | ------------------------------------ | ----- |
| 1. | Day 'n' Nite (club mix)              | 4:41  |
| 2. | Day 'n' Nite (Mobin Master remix)    | 7:18  |
| 3. | Day 'n' Nite (Bimbo Jones vocal mix) | 8:11  |
| 4. | Day 'n' Nite (D.O.N.S. remix)        | 7:32  |

## Classement par pays
| Version originale (2008–2009)                    | Meilleure position |
| ------------------------------------------------ | ------------------ |
| Australie Classement single                      | 40                 |
| Belgique Classement single                       | 7                  |
| Canada Hot 100                                   | 10                 |
| Nouvelle-Zélande Classement single               | 11                 |
| États-Unis Billboard Hot 100                     | 3                  |
| États-Unis Billboard Hot R&B/Hip-Hop Songs       | 5                  |
| États-Unis Billboard Pop 100                     | 9                  |
| Remix de Crookers (2009)                         | Meilleure position |
| Australie ARIA Classement single                 | 15                 |
| Autriche Classement single                       | 19                 |
| Belgique Ultratop 50 (Flandre) Classement single | 2                  |
| Pays-Bas Top 40                                  | 4                  |
| Finlande Classement single                       | 18                 |
| France Classement single Top 50                  | 8                  |
| Allemagne Classement single                      | 14                 |
| Irlande Classement single                        | 13                 |
| Irlande Classement single dance                  | 1                  |
| Europe Hot 100 Singles                           | 8                  |
| Turquie Top 20                                   | 6                  |
| Royaume-Uni Classement single                    | 2                  |
| Royaume-Uni Classement single dance              | 1                  |

### Classement de fin d'année
| Classement (2009)               | Position |
| ------------------------------- | -------- |
| Hongrie Hungarian Singles Chart | 77       |
| Suisse Swiss Singles Chart      | 50       |
| Royaume-Uni UK Singles Chart    | 33       |
| États-Unis Billboard Hot 100    | 28       |

## Historique de sortie
| Format      | Date de sortie  |
| ----------- | --------------- |
| États-Unis  | 5 février 2008  |
| Royaume-Uni | 12 janvier 2009 |